# Душан Ђорђевић (писац)
Душан Ђорђевић (Врање, 1955 - Врање, 2018), познат по надимку Дуде, био је српски писац, родом из Врања. Радио је као новинар у недељнику Новине Врањске, био је спортски репортер, хуманитарац и хроничар Старог Врања. Налазио се међу оснивачима Удружења књижевника Врања 2009. године и за живота био председник Надзорног одбора тог удружења.

## Биографија
Рођен је 1955. године у Врању. У родном граду завршио је Гимназију Бора Станковић, а потом студирао право. Двадесетак година радио је као новинар у чувеним Новинама Врањским, недељнику који је угашен 2017. године. Био је специјализован за спортске, али се бавио и другим новинарским темама. Био је дописник београдског листа Спорт и Франфуртских вести.
Од 1999. године и књиге ”Драме” активно се бавио књижевним радом. Осим књиге драма објавио је четири романа, четири збирке афоризама, једну књигу новинарских прича и једну Е-књигу под називом ”Старе врањске породице”. Удружење књижевника Врања (УКВ) постхумно је штампало његову књигу драма ”Газда Глигор” (УКВ, Врање, 2022).
Аутор је публикације ”Развој фудбала у Врању”.
Ђорђевић је за живота приредио књигу ”Осмех на штипаљкама” (српски хумор у региону и дијаспори).
Заступљен је у више антологија афоризама (светским, балканским и српским), као и у више антологија прича.
Превођен је на енглески, немачки и македонски језик. 
Био је члан Удружења књижевника Врања (УКВ), члан Удружења ВЕД у Врању и члан Београдског афористичарског круга (БАК).
У младости је био активан фудбалер. Наступао је за фудбалске клубове Динамо, Коштана и Јумко у Врању, а једно време за Палилулац из Ниша.
Преминуо је изненада 12. априла 2018. године у Врању.

## Дела
- Драме (1999)
- Кила до колена (афоризми, 2003)
- Школа за патриоте (роман, 2004)
- Поштена курва (афоризми, 2006)
- Постхумно објављена Ђорђевићева драма ”Газда Глигор”Сточни вагон (роман, 2008)
- Осмех у дечјој сузи (новинарске приче, 2009)
- Магарећи ујед (афоризми, 2009)
- Невино уво (афоризми, 2012)
- Сиктер (роман, 2013)
- Жива у гроб несам могла (роман, 2016)
- Старе врањске породице (Е-књига прича, 2017)
- Газда Глигор (драма, постхумно, 2022)

## Награде и признања
- Трећа награда за сатиричну причу на конкурсу ”Чивијада 2010”, Шабац
- Друга награда за кратку причу Ђавоља сачма, Белет, београд, 2011
- Друга награда за причу Плачљиво зурле на Међународно конкурсу за поезију и прозу ”Милутин Алемпијевић” у Франфурту на Мајни, 2015
- Прва награда за љубавну причу Станикино бело грло на конкурсу ”Мргуда” у Кочанима
- Признање Седми септембар града Врања за изузетна достигнућа у књижевности, новинарству и хуманитарном раду